# 百草丸
百草丸（ひゃくそうがん）は、ミカン科の落葉高木「キハダ」の内皮から抽出されるオウバクエキスを主成分とした胃腸薬「百草」を改良した丸薬である。

## 概要
長野県西部で主に製造されている黒色丸剤の胃腸薬・苦味健胃薬である。漢方薬ではなく、民間伝承薬に分類される。
古来から製造されていた、キハダ樹皮から抽出されたオウバクエキスのみを配合した黒色板状の苦味健胃薬（胃腸薬）「百草」を、より飲みやすくするために丸剤にしたもの。百草丸は製造元によりほかの生薬が処方・配合されているが、主成分をミカン科の落葉高木「キハダ」の内皮から抽出されるオウバクエキスとしている。
商品名は「御岳百草丸」（長野県製薬）、「日野百草丸」「御嶽日野百草丸」「百草丸プラス」（日野製薬）など。
3歳以上服用可で、1日3回食前もしくは食後に水又は白湯にて服用することとなっており、成人（15歳以上）は1回量20粒と大量だが、直径約4mmの小粒である。苦味健胃薬なので、オブラート等に包まず生薬特有の苦味や香りを感じながら服用し、味覚を刺激することが推奨されている。

## 性質
「御岳百草丸」「日野百草丸」の効能、効果は下記のとおり。
- 食べ過ぎ
- 飲み過ぎ
- 胸やけ
- 胃弱
- 食欲不振（食欲減退）
- 消化不良
- 胃部・腹部膨満感
- もたれ
- 胸つかえ
- はきけ（むかつき、胃のむかつき、二日酔・悪酔のむかつき、嘔気、悪心）
- 嘔吐

## 成分
「御岳百草丸」では、成人の1日の服用量である60粒中に下記の成分を含んでいる。
- オウバクエキス/1600mg（原生薬換算量2240mg）
- 日局ゲンノショウコ末/500mg
- 日局ビャクジュツ末/500mg
- 日局センブリ末/35mg
- 日局コウボク末/700mg

添加剤として薬用炭、ヒドロキシプロピルセルロース、ポリオキシエチレン（105）、ポリオキシプロピレン（5）、グリコールを含有している。
「日野百草丸」では、成人の1日の服用量である60粒中に下記の成分を含んでいる。粘膜修復成分配合。
- オウバクエキス/1800mg（原生薬換算量2300mg）
- オウバクチンキ/33mg（原生薬換算量60mg）
- 日局ゲンノショウコ末/500mg
- 日局ビャクジュツ末/500mg
- ガジュツ末/500mg
- 日局エンゴサク末/350mg
- 日局リュウタン末/100mg
- 日局センブリ末/16mg

添加物としてカルメロースナトリウム、タルク、アラビアゴム末、薬用炭を含有している。

## 歴史
オウバクエキスまたはオウバクを主成分とした胃腸薬は全国各地で古くから製造されている。現在では、これらの古くから作られている医薬品を伝統薬とも分類している。
オウバクを主成分とする主な製品名は下記のとおり。
- 長野県（御嶽山） - 日野百草丸、御岳百草丸、御嶽山百草、御嶽百草
- 奈良県（大峰山、吉野山） - 陀羅尼助丸、フジイ陀羅尼助丸
- 愛媛県（石鎚山） - 石鎚山陀羅尼丸
- 鳥取県（大山） - 大山煉熊丸